# 1729년의 채택안
1729년의 채택안 ( Adopting Act of 1729 )은 미국의 장로교에서 웨스트민스터 신앙고백을 공식적으로 채택한 강령으로 필라델피아 노회에서 통과되었다. 이 강령에는 장로교 목회자들이 이 신앙고백의 내용 중에 '필수적이고 필요한' 부분들을 수용하고 받아들이는 것을 담았다. 하지만, 어떤 부분을 채택할 지는 각각의 노회의 권한에 부여하였다.
이 안건은 미국의 장로교 역사에서 매우 중요한 일로, 옛파-새파의 갈등과 옛학파-새학파 갈등으로 이어졌다.
뉴잉글랜드 지역의 조나단 디킨슨은 채택에 대하여 반대하였다. 또한 스코틀랜드-아일랜드 지역 출신의 목회자들이 노회를 장악하는 것에 대하여 염려하였다. 어떤 뉴잉글랜드인들은 이 고백을 채택하는 자들이 청교도의 노회를 추방하는 행동이라며 비난하였다.
존 톰슨 (미국 장로교 목회자)는 이 채택안의 대표적인 작성자였으며, 결국 이 채택안을 통하여 미국 장로교에 웨스트민스터 신앙고백이 정식적으로 채택되도록 기여하였다.

## 찰스 핫지의 연구
찰스 핫지는 그의 저서 '미국 장로교의 역사'에서 이 채택안에 대하여 주의 깊게 연구하였다.
그는 이 채택안이 필수적이고 필요한 부분인 것에 대하여 아르미니우스 주의와 소시니안주의를 반대하는 것이라고 주장하였다.
그는 또한 이 채택안이 예정론까지 필수적인 것으로 포함해야 한다는 존 톰슨과 사람이 만든 어떠한 교리도 채택하지 말아야 한다는 조나단 디킨슨과의 타협점을 찾은 것이라고 주장하였다.

## 20장과 23장의 채택 여부
그 당시 미국은 영국에서의 국가가 교회의 위에 군림하여 간섭한다는 20장과 23장의 내용을 강력히 부인하였다. 이 신앙고백을 전체적으로 채택하되 일부분의 경우는 당연히 받아들여지지 않는다는 것을 전제로 하였다. 하지만, 이러한 내용을 문서화 하지 않아 많은 논쟁거리가 되었다.